# Mimosa paucijuga
Mimosa paucijuga là một loài thực vật có hoa trong họ Đậu. Loài này được (Britton & Rose) B.L. Turner miêu tả khoa học đầu tiên năm 1994.